# Upplands runinskrifter 1114
Upplands runinskrifter 1114 är en nu försvunnen vikingatida runsten i Myrby, Skuttunge socken och Uppsala kommun. Olof Celsius inspekterade stenen 1728. Sedan dess har den inte undersökts. Enligt Celsius beskrivning har U 1114 stått ganska nära U 1110.

## Inskriften
Translitterering av runraden:
[ketil lit ' kera bro eftʀ ' selfan sik ok fastr + iftʀ + i... ...-aþi-... ... runoʀ þisaʀ]
Normalisering till runsvenska:
Kætill let gæra bro æftiʀ sialfan sik ok Fastr(?) æftiʀ ... ... ... runaʀ þessaʀ.
Översättning till nusvenska:
Kättil lät göra bro efter sig själv och Fast(?) efter ... dessa runor.